# Bute House
La Bute House (en gaélique écossais : Taigh Bhòid) est la résidence officielle du Premier ministre d'Écosse, depuis le Scotland Act et la dévolution des pouvoirs de 1999. Son adresse est le 6 Charlotte Square, dans la New Town d'Édimbourg.
La résidence est actuellement occupée par John Swinney, du Parti national écossais.

## Histoire
Entre 1970 et 1999, la résidence est utilisée par le secrétaire d'État pour l'Écosse. Willie Ross, baron Ross de Marnock, est le premier secrétaire d'État à occuper la résidence.
Le siège officiel du gouvernement écossais se situe à St Andrew's House, à Édimbourg.

## Galerie

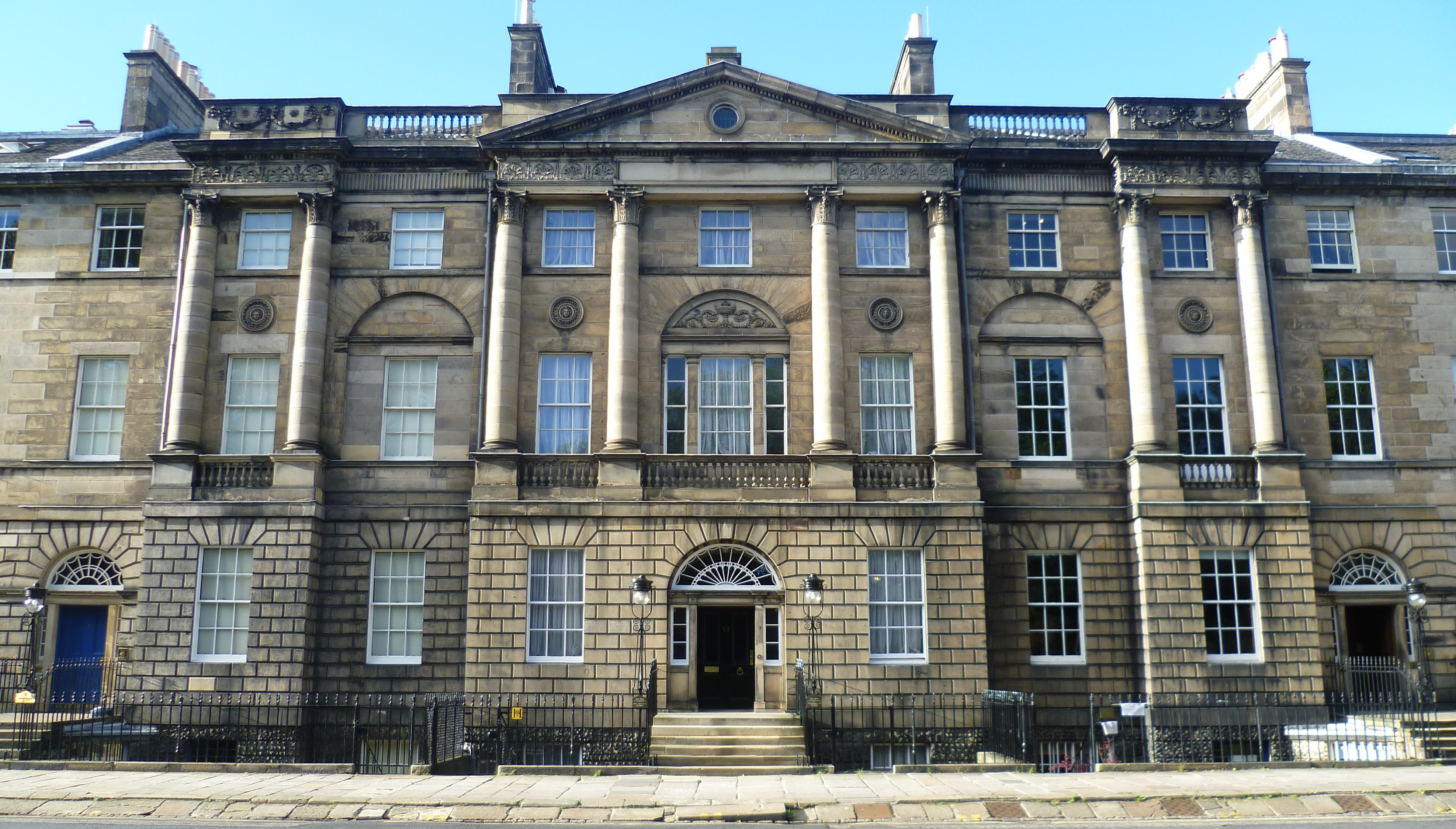
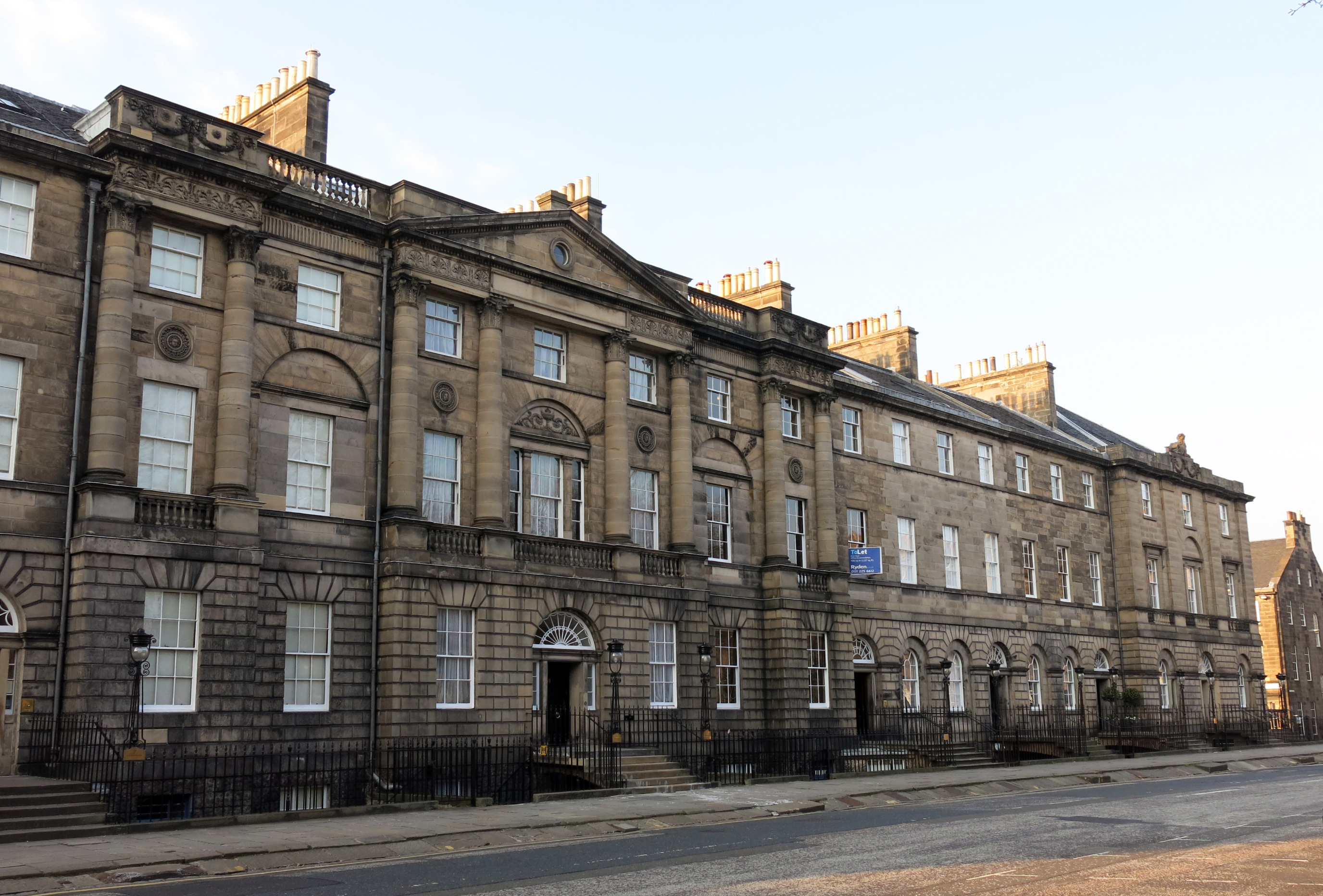
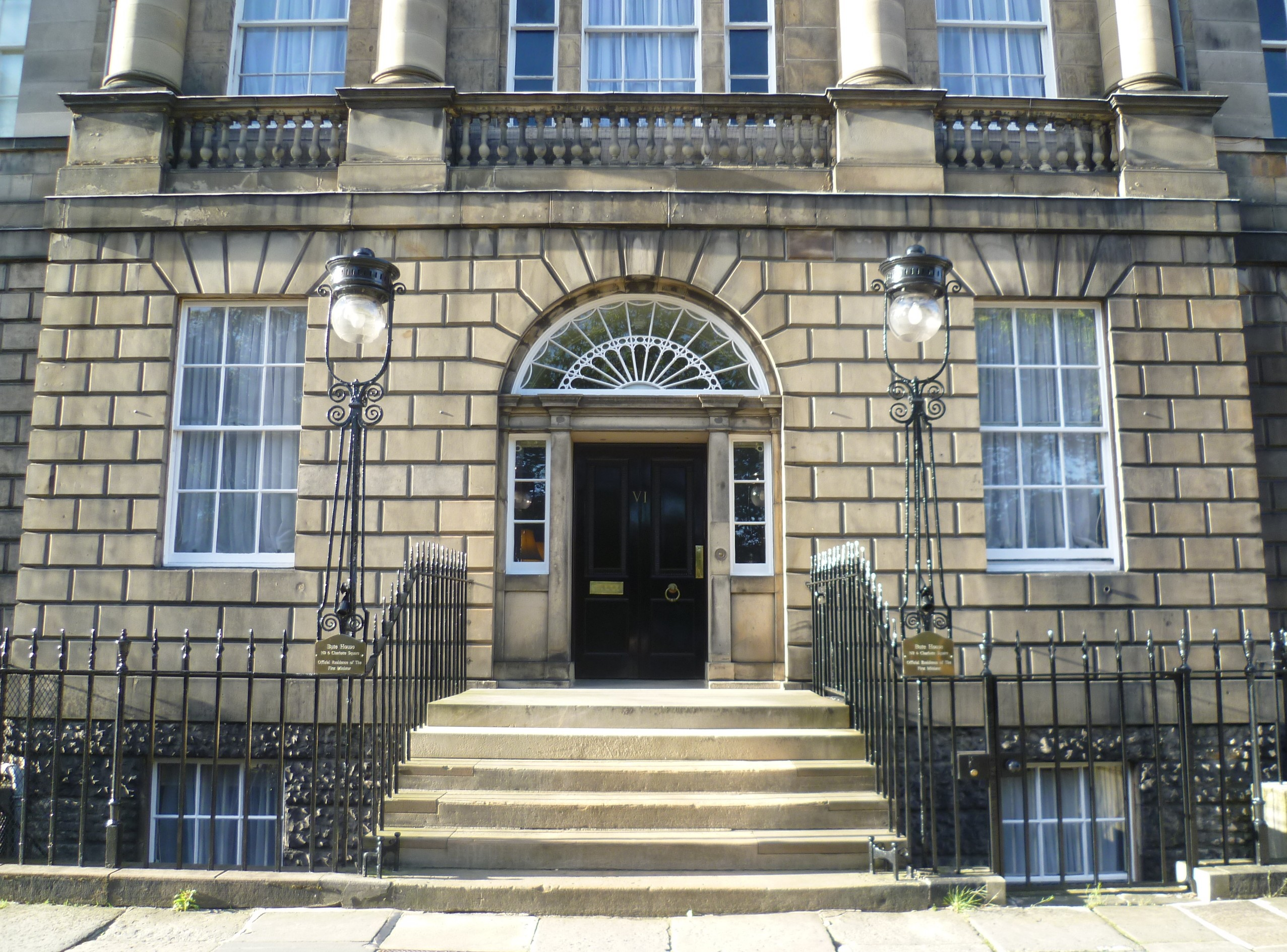